# Parco nazionale della sorgente del Fuyot
Il parco nazionale della sorgente del Fuyot (in lingua inglese: Fuyot Spring National Park) è un'area naturale protetta e parco nazionale delle Filippine situata sulla grande isola di Luzon nella parte più settentrionale dell'arcipelago asiatico, nella regione della Valle di Cagayan. L'area protetta venne istituita l'8 ottobre 1938 con decreto No. 327, s. 1938 dell'allora presidente delle Filippine Manuel Quezón e occupa una superficie di 819 ettari.
L'area si estende sulla catena della Sierra Madre ed è una delle quindici aree protette e uno dei due parchi nazionali della regione iscritti nella lista rilasciata dal DENR, il Ministero filippino dell'ambiente e delle risorse naturali.